# Rollercoaster (single)
Rollercoaster is een nummer uit 1999 van de Haagse band Suburbs. In 2003 bracht de eveneens Haagse rockband DI-RECT een cover uit van het nummer, als derde single van hun tweede studioalbum Over the Moon.
De versie van Suburbs wist geen hitlijsten te bereiken. De versie van DI-RECT werd een bescheiden hit in Nederland, met een 27e positie in de Nederlandse Top 40.